# Spanish Harlem Orchestra
A Spanish Harlem Orchestra amerikai, latin zenét játszó Grammy-díjas tánczenekar. Bemutatkozó albumuk 2002 végén jelent meg, azóta gyakran turnéznak világszerte.

## Alapító tagok
Aaron Levinson és Oscar Hernandez.

### Tagok
Oscar Hernandez, zongora

Marco Bermudez, ének

Carlos Cascante, ének

Michael Olmos, trombita

Manuel Ruiz, trombita

Doug Beavers, harsona

Francisco Torres, harsona

Jorge Castro, szaxofon & fuvola

Luis Quintero, ütősök

George Delgado, konga

Jorge Gonzales, bongó

Gerardo Madera, bőgő

Jeremy Dejesus, ének

## Lemezek
- Un Gran Dia En El Barrio (2002)
- Across 110th Street (2004)
- United We Swing (2007)
- Viva La Tradicion (2010)
- Anniversary (2018)
- The Latin Jazz Project (2020)

## Díjak, jelölések
- 2005 Grammy-díj: for Best Salsa/Merengue Album
- 2002 Grammy-díj jelölés: „Best Salsa Album”
- 2003 Latin Billboard Award: „Salsa Album of the Year-Best New Group”
- 2010 Grammy-díj: „Best Tropical Latin Album”
- 2019 Grammy-díj: Best Tropical Latin Album for „Anniversary”